# Falb
Falb ist die typische Bezeichnung für die Farbe eines fahlgelben bis hellgraubraunen Fells. Gebräuchlich ist die Verwendung insbesondere für die Fellfarbe bei Katzen, Pferden oder Hunden und Wölfen.
Die Einschränkung auf Fellfarben ist eine Begriffsverengung. Falb war noch bis ins Ende des 19. Jahrhunderts eine gebräuchliche Farbbezeichnung, um eine farbliche Beschreibung von hellem bis zu gelbstichigem Braungrau auszudrücken. „Jetzt gab es einige sonderbare Erscheinungen, in dem der Nebel dünner wurde und die in der Tiefe liegenden, [im Morgenlicht] beleuchteten Gebirgsmassen geisterartig und im falben Kolorit der herbstlichen Vegetation durchschimmerten.“ Oder bei Uhlands Beschreibung einer herbstlichen Stimmung: „Sanfte, süße Frühlingslieder?/ Sieh umher die falben Bäume!/ Ach! Es waren holde Träume.“
Für das Webdesign ist der Farbton „falb“ mit dem Code #FFFFCC aufgenommen und auf der „Netscape-Palette“ ist diese den websicheren Farben zugeordnet. Dem deutschen Wort falb entspricht im Englischen ‚fallow‘ (‚pale yellowish-brown‘), was auch brachliegend bedeutet. Dänisch ist ,falme' "welken" verwandt, aus an. fǫlna; abgeleitet von an. fǫlr "bleich". Für die Fellfarbe des Pferdes gilt eher ‚dun‘. Bei Menschenhaar spricht man von blond.
Für einige Tiere und Pflanzen bezeichnet ‚Falb-‘ ein Charakteristikum.
- Pferde mit dem aufhellenden Falb-Gen: Braunfalbe, Fuchsfalbe,  Mausfalbe
- Falbkatze, eine Unterart der Wildkatze
- Falblerche Calandrella starki[3]
- Falber Milchling